# Małe ciało Układu Słonecznego

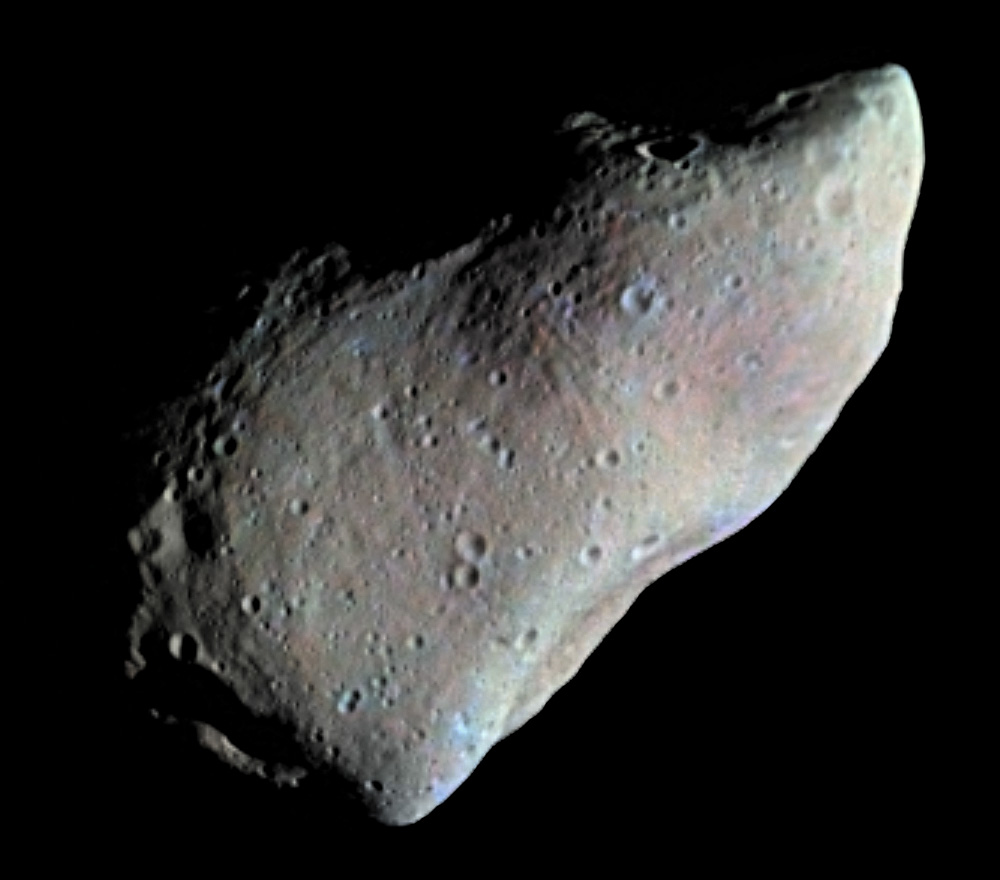
(951) Gaspra, małe ciało Układu Słonecznego z pasa planetoid, długość 18 km (fotografia wykonana przez sondę Galileo)

Małe ciało Układu Słonecznego – obiekt astronomiczny krążący wokół Słońca, który nie jest ani planetą, ani planetą karłowatą.
Do małych ciał Układu Słonecznego należą:
- większość planetoid (z wyjątkiem planety karłowatej Ceres)
- większość obiektów transneptunowych (niebędących plutoidami)
- komety
- inne małe ciała (np. meteoroidy)

Termin „małe ciało Układu Słonecznego” został przyjęty przez Międzynarodową Unię Astronomiczną na jej XXVI Zgromadzeniu Ogólnym w sierpniu 2006 roku.